# Ptičja gripa
Ptičja gripa (aviarna influenca) je zelo nalezljiva virusna bolezen, ki lahko prizadene vse vrste ptic, nekatere vrste virusa pa se lahko prenesejo tudi na druge živali in človeka. Prvič so jo zaznali v Italiji v začetku dvajsetega stoletja, danes je znana po celem svetu. Najpogosteje jo prenašajo divje živali, ki lahko okužijo domačo, gojeno perutnino. Virus se razširja po zraku, vodi ali z dotikom, ni pa nobenih dokazov, da virus preživi v dobro kuhanem/pečenem mesu. Inkubacijska doba je tri do pet dni, okužene živali poginejo v nekaj dneh.
Človeku najbolj nevarna vrsta virusa, ki bi lahko postal povzročitelj pandemije, ima oznako H5N1.
Bolezen je bila najbolj pogosta na Daljnem vzhodu, kjer so do srede februarja 2006 zabeležili devetdeset človeških žrtev in mnogo pobite perutnine. V letu 2005 se je bolezen pojavila tudi v Evropi in sicer v Romuniji, Rusiji, Turčiji, v Združenem kraljestvu in na Hrvaškem. Države Evropske skupnosti, vključno s Slovenijo, so sprejele potrebne preventivne ukrepe.
Slovenski Nacionalni veterinarski inštitut je 12. februarja 2006 sporočil, da so odkrili virus ptičje gripe pri labodu, najdenem 9. februarja na obrežju Drave v Koblerjevem zalivu v Mariboru. 15. februarja je cela Slovenija postala območje visokega tveganja. 17. februarja so Britanci potrdili, da je bil najden labod okužen z najnevarnejšo vrsto virusa ptičje gripe (H5N1).